# WAO-WAO Powerful day!
- ラブライブ! > Printemps > WAO-WAO Powerful day!
- ラブライブ! > ラブライブ!のディスコグラフィ > WAO-WAO Powerful day!

「WAO-WAO Powerful day!」(ワオワオ パワフルデイ！) は、2015年11月25日に発売された、ミニユニット「Printemps」のシングル。ユニットシングル 4th sessionの第1弾。

## 概要
『ラブライブ! スクールアイドルフェスティバル』のユーザー数が全世界1500万人、国内1000万人を突破したことを記念して制作された楽曲。
9月17日に東京ゲームショウ2015にて制作されることが発表、 11月4日配信のにこりんぱな第88回でタイトルが公開された。

また、「WAO-WAO Powerful day!」は11月15日のアップデートにより同ゲーム内で楽曲が配信、起動画面のBGMにも使われている。
初回生産分には限定覚醒済みSRカード1枚が入手できるシリアルコードが1個（全3種）がランダムで付属する。
なお、今回は3ユニット共通で3rdシングルまでは収録されていたミニドラマは収録されていない。
キャッチコピーは「楽しい一日のはじまりだよっ！」

## チャート功績
11月24日付のオリコンでは4位に初登場、翌日の11月25日付で9,359枚を売上げ2位にランクインした。12月7日付のオリコン週間ランキングでは初動4.0万枚を売り上げ週間3位にランクイン。アニメ部門では2作連続となる首位獲得となった。
また、ビルボードのHot Animationにおいても2作連続となる1位を獲得した。

## 収録曲
（全作詞：畑亜貴）
- CD

1. WAO-WAO Powerful day!　[3:13]
作曲・編曲：佐々木裕
  - 『ラブライブ! スクールアイドルフェスティバル』オリジナル楽曲
2. NO EXIT ORION　[4:14]
作曲・編曲：山田竜平
  - 『ラブライブ! スクールアイドルフェスティバル』オリジナル楽曲
3. WAO-WAO Powerful day! (Off Vocal)　[3:12]
4. NO EXIT ORION (Off Vocal)　[4:11]